# A.C. Horatiana Venosa A.S.D.
Associazione Calcio Horatiana Venosa Associazione Sportiva Dilettante là một câu lạc bộ bóng đá Ý đến từVenosa, Basilicata. Màu sắc của đội là xanh lá cây vàng.